# Randall L. Stephenson

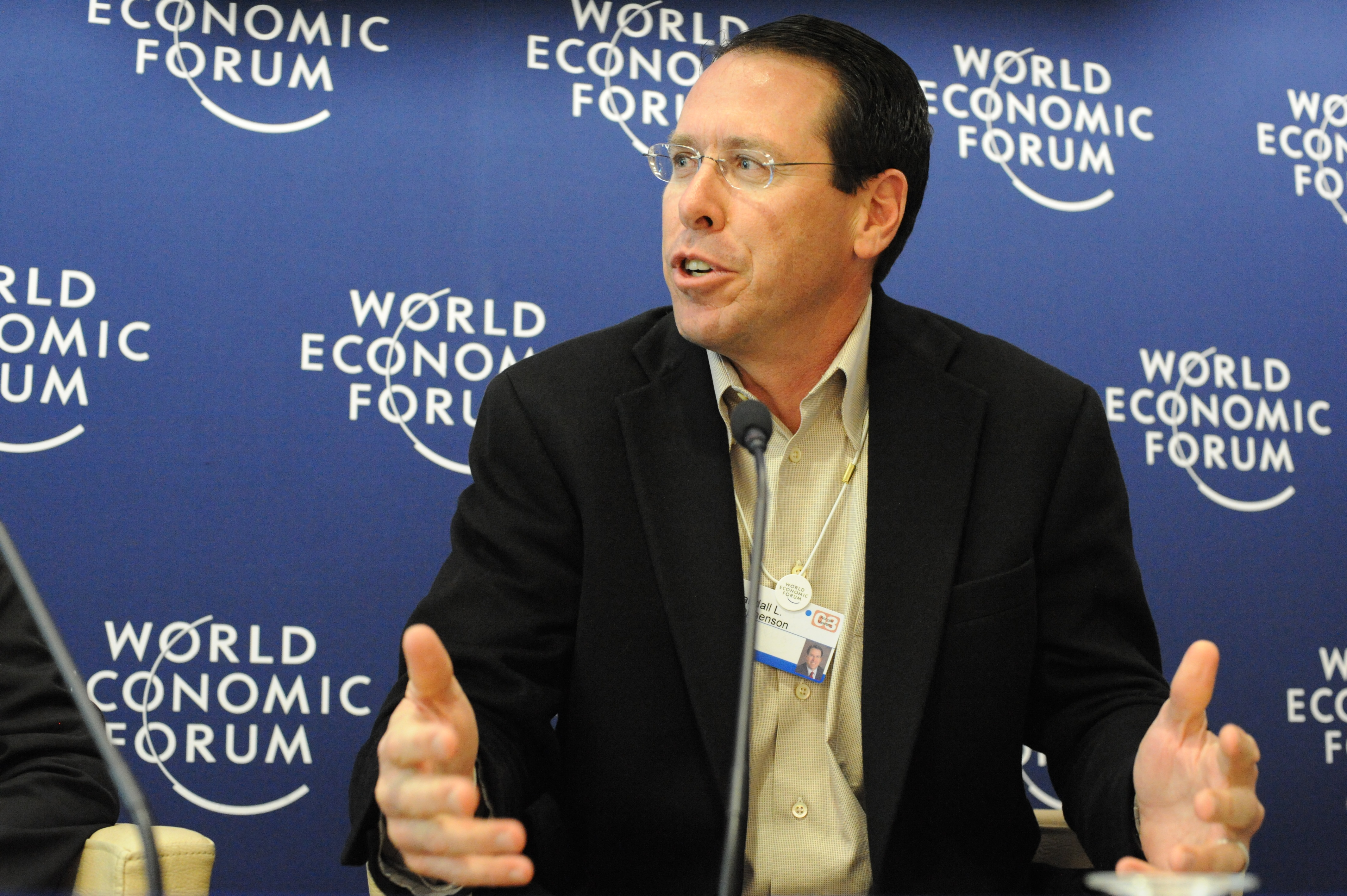
Stephenson op het World Economic Forum in 2008.

Randall L. Stephenson (Oklahoma City, 22 april 1960) is een Amerikaans manager. Sinds 2007 is Stephenson CEO en voorzitter van de telecom-multinational AT&T. Daarvoor was hij COO van SBC Communications, dat AT&T in 2005 kocht. Het tijdschrift Chief Executive koos hem als CEO van het jaar 2016.
Sinds 2016 is Stephenson ook voorzitter van de Boy Scouts of America, de grootste Amerikaanse jeugdbeweging voor jongens. 
Stephenson is lid van de denktank Council on Foreign Relations.